# Демография
Демогра́фия (др.-греч. δῆμος — народ, др.-греч. γράφω — пишу) — наука о закономерностях численного развития населения. Её предмет изучения — закономерности воспроизводства населения, его распределение, динамику этих процессов, а также взаимосвязь изменений численности человеческой популяции с другими явлениями в социуме. Эта наука находится на стыке экономики, социологии, математики и статистики.
Демографией иногда называют вид практической деятельности по сбору данных, описанию и анализу изменений в численности, составе и воспроизводстве населения.
Демографические исследования служат для разработки демографической политики, планирования трудовых ресурсов и так далее.

## История формирования
Предшественником демографии был подсчет народонаселения.
История демографической науки долгое время была связана с развитием эмпирической формы познания, ограничиваясь сбором, обработкой и интерпретацией данных о населении в соответствии с практическими потребностями. Выполнение этой функции сопровождалось постоянным совершенствованием методов исследования.
Термин «демография» появился в 1855 году в названии книги французского учёного А. Гийяра «Элементы статистики человека, или Сравнительная демография» (Eléments de statistique humaine ou Démographie comparée? — 1855.). Он рассматривал демографию в широком смысле как «естественную и социальную историю человеческого рода» или более узко как «математическое познание населений, их общего движения, физического, гражданского, интеллектуального и морального состояния».
Официальное признание понятие «демография» получило в наименовании Международного конгресса гигиены и демографии, проходившего в Женеве в 1882 году.

### Этапы развития
Корни демографической науки уходят вглубь тысячелетий. Ещё древние испытывали необходимость регистрировать население (табу, детоучет). В Древнем Египте, Библии, Античном мире, Древнем Китае и во времена Средневековья знания и представления о народонаселении формировались бессистемно в общей массе недифференцированных научных знаний: кое-где проводились отдельные попытки регулировать семейное поведение, рождаемость. В тот же период мыслители обратили внимание на взаимосвязь численности населения и его общего развития (Конфуций, Платон, Аристотель).

#### Конфуций
Конфуций (около 551—479 гг. до н. э.) осуществил попытку определения идеальной пропорции между количеством обрабатываемой земли и численностью заселения. Поскольку нарушение этой пропорции может привести:
1. при малочисленности населения к ухудшению обработки пашни и к отказу от налогов;
2. при чрезмерной плотности населения к обнищанию, праздности, социальной напряженности.

Значит, необходимо государственное регулирование роста населения и принятие такой меры, как, например, переселение жителей густонаселенных районов в малонаселенные.

#### Платон
Платон (428—347 гг. до н. э.) в учении об идеальном государстве выдвигал в качестве обязательного условия ограниченное число граждан 5040 человек свободного населения. Предлагал установить определённые нормы брачных отношений, требуя, чтобы мужчины имели детей только в возрасте от 30 до 55 лет. Он писал: «определить число браков мы предоставим правителям, чтобы они по возможности сохраняли постоянное число мужчин, принимая в расчет войны, болезни и так далее, и чтобы государство у нас по возможности не увеличивалось и не уменьшалось».

#### Аристотель
Аристотель (384—322 гг. до н. э.) при рассмотрении проблем народонаселения идеальным считал государство с малочисленным свободным населением. Малочисленность граждан способствует возникновению социальной гармонии, которая невозможна при избытке населения. Избыток населения способствует росту числа возмущений и преступлений вследствие того, что часть граждан, не будучи обеспечена землёй, впадает в бедность. В отличие от Платона, Аристотель не был сторонником колонизаций как меры регулирования населения, а предлагал, например, узаконить умерщвление больных детей и части «излишних» новорождённых. Если правила государства не позволяют этого, то обществу следует установить для каждой семьи число детей, которое она может иметь.

#### В эпоху феодализма
В эпоху феодализма (может быть, за вычетом Позднего Средневековья) в странах Европы государственная власть всеми мерами способствовала увеличению населения. Это обусловливалось стремлением власти поддержать и увеличить свою политическую, финансовую и военную мощь, состоящую по тем временам в многолюдности страны, в количестве воинов, в размерах налогов, которые могли собрать с населения большей численности. Поэтому и основная идея выражалась в том, что богатство общества и сила государства определяется численностью населения.

#### Формирование демографических знаний (XVII — начало XIX века)
Однако подлинное начало формирования демографии как науки со всеми соответствующими атрибутами ориентацией на объективность, нацеленностью на выявление закономерностей, средствами для формирования базы данных (эмпирических фактов), эмпирическими обобщениями, методами исследования и обработки данных, математическими средствами выражения, расчётов и моделирования демографических процессов, — относится ко второй половине XVII века, когда развитие капитализма породило устойчивую потребность в изучении народонаселения.
Исторически первым объектом научного изучения в демографии была смертность. Знание порядка вымирания поколения позволяло определить длительность жизни (а при постоянстве чисел рождений — также и численность населения) и рассчитывать при страховании жизни суммы выплат в зависимости от дожития.
Рождаются новые цели и задачи: определить динамику численности населения, её зависимость от рождаемости, смертности, структурных и территориальных перемещений. В XVIII веке были предприняты первые попытки наблюдать изменение числа умерших и родившихся и численности населения в отдельных странах.
Родоначальник демографической статистики (политической арифметики) — Дж. Граунт — обратил внимание на многие законы, сделал анализ бюллетеней смертности, построил первую простейшую модель таблицы смертности. В 1693 году Галлей построил полную таблицу смертности для населения города Бреславля (Вроцлав), включил в неё младенческую и детскую смертность.
В конце XVIII — начале XIX века в США были заложены основы современной переписи населения (1790), был налажен текущий учёт населения. В России в середине XVIII века М. В. Ломоносов первый обратил внимание на проблемы «сохранения и умножения российского народа».

#### Возникновение демографической науки (XIX век)
В XIX веке встал вопрос о роли и месте демографии в социально-экономическом развитии. Повышается описательный характер, рассматриваются состав и движение населения. Основателем демографической науки указывают Томаса Роберта Мальтуса.
В середине XIX века предпринимаются попытки изучения социальной дифференциации рождаемости и смертности такими учёными как Г. Ф. Кнапп (Германия), Л. А. Бертильон (Франция).
Выделяются демографическая статистика и демографическая динамика (движение населения).

#### Утверждение демографической науки (конец XIX — первая половина XX века)
Центральным объектом изучения в демографии становится воспроизводство населения, в связи с чем в ряде стран принимаются различные законы, касающиеся народонаселения. Исследователи второй половины XIX века подходят к трактовке воспроизводства населения как единого взаимосвязанного процесса. В. Борткевич начал, а Р. Бек и Р. Кучинский завершили разработку показателей, характеризующих результат воспроизводственного процесса.
В 1920-е-1930-е годы были сделаны шаги к международному сотрудничеству. Предпринимаются первые попытки вести демографические исследования во взаимосвязи с другими общественными явлениями. Демография утверждается в роли общественной науки.

#### Современное развитие (середина XX — до настоящего времени)
За последние полвека наблюдается тенденция к повышению внимания к изучению демографии с точки зрения экономических и социальных факторов общего развития.
В середине 1970-х годов ООН публикует труд «Детерминанты и последствия демографических тенденций», в котором отмечаются:
- увеличение объёма демографической информации и источниковой основы;
- быстрое увеличение количества демографических исследований и повышение степени их специализации;
- успехи в области демографического анализа.

В XX веке становление и развитие демографии нашло отражение в трудах Д. И. Менделеева, К. Ф. Германа, П. П. Семёнова-Тяньшанского, А. И. Чупрова, Ю. Э. Янсона, С. П. Капицы.

### Демографические исследования в СССР
После Октябрьской социалистической революции вплоть до начала 1930-х годов в СССР велись активные демографические исследования. Были организованы в 1919 году Демографический институт АН УССР в Киеве, и в 1930 году Демографический институт АН СССР в Ленинграде. Исследовались проблемы воспроизводства населения: закономерности смертности и рождаемости, причем большое внимание уделялось социальным факторам рождаемости, тенденциям формирования и развития семьи. Развивалась методология демографического прогнозирования. Отечественная демография в этот период связана с именами С. А. Новосельского, В. В. Паевского, О. А. Квиткина, С. Т. Струмилина, М. В. Птухи, С. А. Томилина и других.
Ленинградский институт был закрыт в 1934 году, поскольку демографические исследования, по мнению директора Института демографии ГУ-ВШЭ доктора наук профессора Анатолия Вишневского, могли показать потери от массового голода 1933 года. Киевский институт был закрыт в 1938 году, а руководство было арестовано. Одновременно официально были признанными «дефектными» и «ошибочными» данные всеобщей переписи населения СССР 1937 года, а ведущие специалисты ЦУНХУ, руководившие переписью, были расстреляны. По мнению Анатолия Вишневского, после этого демография как академическая наука в СССР «перестала существовать». Он также считает, что в результате такой политики «до середины 50-х годов вообще никто не знал, сколько людей живёт в Советском Союзе» Первая послевоенная перепись была проведена только в 1959 году.
Возрождение отечественной демографии началось в конце 1950-х годов, когда возникла потребность во всестороннем изучении населения. Стали проводиться научные дискуссии, развертывались исследования, выходили публикации, совершенствовалась подготовка кадров. Изучение закономерностей воспроизводства населения, а также взаимосвязи роста населения и социально-экономического развития позволило демографии оформиться в самостоятельную общественную науку. С конца 1950-х до начала 1960-х годов стал очевиден объективный процесс необходимости комплексного изучения широкого круга проблем народонаселения, осуществляемого наряду с демографией целым рядом других наук и научных направлений.
Развитие демографии как науки в этот период в СССР в первую очередь связывается с именами А. Я. Боярского (кафедра статистики МГУ, затем руководство НИИ ЦСУ), А. Г. Волкова (руководство отделом демографии НИИ ЦСУ), Д. И. Валентея (заведующий кафедрой народонаселения МГУ), Б. Ц. Урланиса (сектор трудовых ресурсов института экономики АН СССР)
Существенный вклад в разработку теоретических проблем взаимосвязи наук внес коллективный труд под редакцией Д. И. Валентея «Система знаний о народонаселении», изданный в 1976 году. В нём впервые в отечественной научной литературе был сформулирован предмет системы знаний о народонаселении, познание закономерностей развития народонаселения, в том числе и демографического воспроизводства.
В 1985 году под главной редакцией Д. И. Валентея большим коллективом авторов был выпущен Демографический энциклопедический словарь (издательство «Советская энциклопедия», 608 с., ISBN 5-85270-005-3)

### Демографические исследования в Российской Федерации
Центры изучения демографии в современной России:
- Институт социально-экономических проблем народонаселения РАН.
- Управление статистики населения и здравоохранения Росстата.
- Центр по изучению проблем народонаселения при экономическом факультете МГУ.
- Кафедра социологии семьи и демографии социологического факультета МГУ.
- Сектор демографии, народонаселения и миграции Российского института стратегических исследований.

## Объект демографии как науки
Демография имеет свой чётко очерченный объект исследования — население. Демография изучает численность, территориальное размещение и состав населения, закономерности их изменений на основе социальных, экономических, а также биологических и географических факторов.
Единицей совокупности в демографии является человек, который обладает множеством признаков — пол, возраст, семейное положение, образование, род занятий, национальность и так далее. Многие из этих качеств меняются в течение жизни. Поэтому население всегда обладает такими характеристиками, как численность и возрастно-половая структура, семейное состояние. Изменение в жизни каждого человека приводит к изменениям в населении. Эти изменения в совокупности составляют движение населения.

### Движение населения
Обычно движение населения подразделяют на три группы:
- Естественное.
включает в себя брачность, разводимость, рождаемость, смертность, изучение которых является исключительной компетенцией демографии.
- Механическое (миграция).
Это совокупность всех территориальных перемещений населения, которые в конечном счёте определяют характер расселения, плотности, сезонную и маятниковую подвижность населения.
- Социальное.
Переходы людей из одних социальных групп в другие. Этот вид движения определяет воспроизводство социальных структур населения. И именно эта взаимосвязь воспроизводства населения и изменений в социальной структуре изучается демографией.

«Естественная» или «биологическая» сущность народонаселения проявляется в его способности к постоянному самовозобновлению в процессе смены поколений в результате рождений и смертей. И этот непрерывный процесс называется воспроизводством населения.

### Анализ демографических процессов
Основными демографическими процессами являются рождаемость, смертность и миграция.
Решение многих демографических задач требует использования системы методов, среди которых основное место занимают статистические и математические методы, также в последнее время всё чаще применяются социологические методы. Исследовать закономерности изменения в населении можно только на примере множества лиц.
Сбор информации возможен четырьмя способами:
- Переписи населения.
- Текущий учёт естественного движения населения.
- Текущие регистры населения (списки, картотеки).
- Выборочные и специальные обследования (например ВЦИОМ).

Для изучения демографических процессов используются статистические исследования динамики, индексный, выборочный, балансовый и графический методы. Также широко используется математическое моделирование, абстрактное математическое моделирование, графические, картографические методы. Основным инструментом демографического анализа является описательная статистика населения по полу, возрасту, занятиям, с помощью которой имеется возможность отслеживать показатели естественного движения населения.

## Система демографических наук
- Демография
  - Уровень теоретической интерпретации
    - Демографическая статистика
    - Описательная демография
    - Формальная демография
    - Математическая демография
    - Теоретическая демография

  - Объектно-предметный критерий
    - Экономическая демография
    - Социальная демография
    - Социологическая демография
    - Медицинская демография
    - Этнодемография
    - Демография семьи
    - Геодемография
    - Историческая демография
    - Школьная демография[8]

  - Связь с практикой
    - Демографический анализ
    - Политическая демография
    - Военная демография
    - Электоральная демография
    - Демографикс[9]
    - Прикладная демография
    - Региональная демография
    - Демографическое прогнозирование

## Демография и другие науки
Развитие народонаселения — закономерный процесс количественных и качественных изменений в населении, которые по мере развития человеческого общества все более усложняются. Однако демографии оказывается недостаточно для объяснения всех изменений, связанных с ним. Остро недостаток стал проявляться во второй половине XX века. А. Сови выдвинул идею о необходимости привлечения других наук к изучению народонаселения. Полное отражение эта идея нашла в разработках центра по изучению проблем народонаселения экономического факультета МГУ под руководством профессора Д. И. Валентея, который предложил комплексный подход — активное привлечение других сопредельных наук. Система знаний о народонаселении постоянно развивается.
Процессу углубления знаний о народонаселении способствует тесная связь с экономической, исторической, социологической наукой, этнографией, географией населения, социальной гигиеной, правоведением. На стыке этих наук стали развиваться такие научные направления, как экономика народонаселения, социология народонаселения, генетика народонаселения и ряд других. Связь между науками, изучающими население, позволяет им, находясь в системе экономических, социологических, географических и других наук, одновременно быть частью системы научных знаний о народонаселении, имеющей общий объект исследований и основанной на единых, объединяющих их принципах познания. Сопредельные науки присущими им методами изучают законы функционирования и развития народонаселения.
Демография взаимодействует с другими науками, широко используя их методологические подходы, методы, добытые ими знания. В то же время демография внутри себя разделилась на целый ряд специализированных отраслей и даже наук. Так появляется идея системы знаний о народонаселении: ядро — именно демография, предмет — воспроизводство населения, а другие входящие в эту систему науки имеют своим предметом законы и закономерности других специфических сторон и аспектов развития населения.

## Демографическая политика
В демографической науке практически не развивается направление исследований демографической политики с разработкой на их основе научных рекомендаций. Причиной этого является распространённость в публичном демографическом дискурсе людей, которые уверены, что демографическую политику проводить не нужно — они считают, что для улучшения демографической ситуации достаточно мер в области социальной политики.
В высказываниях российских чиновников и в публикациях российской прессы часто перепутаны понятия «демографическая политика» и «социальная политика» — демографической политикой называют государственные меры социальной поддержки, которые являются частью социальной политики, и наоборот.

### Словари, справочники
- Multilingual Demographic Dictionary. — New York, United Nations, Dept. of Economic and Social Affairs. — (Демографический словарь на английском, французском, испанском, русском, арабском и китайском языках). — издание ООН, 1-е издание 1954 г., впоследствии многократно переиздавался. ISBN 2-87040-026-8.
- Демографический энциклопедический словарь. — М.: «Советская энциклопедия», 1985. — 608 с. ISBN 5-85270-005-3.
- Народонаселение. Энциклопедический словарь. — М.: Большая Российская энциклопедия, 1994. — 640 c. ISBN 5-85270-090-8.
- С. И. Брук. Население мира. Этнодемографический справочник 2-е издание. Перераб. и доп. М.: Наука, 1986.
- В. И. Карпов, В. А. Борисов, Л. Е. Дарский и др. Народонаселение стран мира: справочник. — 3-е изд., пер. и доп. — М.: Финансы и статистика, 1984. — 112 с.
- Население мира : демографический справочник. — М.: Мысль, 1989.
- Демографический ежегодник СССР. — M.: Госкомстат СССР. — (Ежегодный статистический сборник)
- Демографический ежегодник России. — M.: Росстат. — (Ежегодный статистический сборник)
- Бакаэp Н. Краткая история математической динамики населения. / Н. Бакаэp, В. А. Вольперт, Д. M. Эдиев. — 2021. — ISBN 979-10-343-8016-9.

### Рекомендуемая литература
- Боярский А. Я. Основы демографии. / А. Я. Боярский, Д. И. Валентей, А. Я. Кваша. — М: 1980.
- Боярский А. Я. Курс демографии. / А. Я. Боярский, Д. И. Валентей, А. Г. Волков, Л. Е. Дарский, А. Я. Кваша, Г. А. Павлов, Р. И. Сифман, Б. Я. Смулевич. — М: Статистика, 1967. — 400 c. — Тираж 11250 экз.
- Шелестов Д. К. Демография: история и современность. — М.: 1983
- Валентей Д. И. Основы демографии. / Д. И. Валентей, А. Я. Кваша.— М.: 1989
- Казьмина О. Е., Пучков П. И. Основы этнодемографии (недоступная ссылка). Учеб. пособие. — М.: Наука, 1994. — 253 с. (копия)
- Демография. / Под ред. Д. И. Валентея. — М.: Высшая школа, 1997. — 272 с.
- Медков В. М. Демография. — Ростов на Дону: 2002. ISBN 5-222-01106-8 (ошибоч.)
- Борисов В. А. Демография. Учебник для вузов. 4-е издание. М.: NOTA BENE, 2004. — 344 с. — ISBN 5-8188-0060-1
- Капица С. П. Сколько людей жило, живёт и будет жить на земле.
- Ливи Баччи М. Демографическая история Европы / пер. с итал. А. Миролюбовой. — СПб.: Александрия, 2010. — 304 с.
- Муравьёва М. В. Сельская демография России как фактор устойчивого социально-экономического развития // Вестник Саратовского госагроуниверситета им. Н. И. Вавилова. 2011. № 11. С. 71-75.
- Башлачев В. А. О важных возможностях нового метода измерения демографического развития территорий.
- Демографические исследования : сб. статей. / Отв. ред. А. И. Антонов. — М.: КДУ, 2009. — 292 с.
- Медков В. М. Демография : учебн. — М.: Инфра-М, 2003. — 544 с. — (Высшее образование.)
- Критика буржуазных концепций демографической политики в развивающихся странах тема диссертации и автореферата по ВАК 08.00.18, кандидат экономических наук Гордеева, Елена Александровна.
- Рыбаковский Л. Л. Демография. УЧЕБНИК ДЛЯ ВЫСШИХ УЧЕБНЫХ ЗАВЕДЕНИЙ.
- Борисов В. А. ПЕРСПЕКТИВЫ РОЖДАЕМОСТИ Москва, Статистика, 1976.
- Харченко К. В. Демографический потенциал как ресурс стратегического развития регионов и муниципальных образований. // Среднерусский вестник общественных наук. — 2021. — № 2. — С. 56-77.